# Раде Малешевић
Раде Малешевић (Стражице код Кључа 7. септембар 1953 — Бања Лука, 14. август 2023) био је српски новинар.

## Биографија
Пред рат радио је као новинар и уредник у Грубишнопољском листу у Грубишином Пољу. Био је и дописник Вечерњег листа, Вјесника и тадашње Телевизије Загреб. Неколико мјесеци након формирања Српске радио телевизије, Малешевић у децембру 1992. године постаје члан редакције, гдје је 2018. године дочекао и пензију. Током своје богате каријере радио је и као ратни репортер, Малешевић је извјештавао са свих ратишта, боравећи заједно са борцима на првим линијама. Рањен је у фебруара 1993. године извјештавајући са бенковачког ратишта. Приликом обављања радног задатка на ратишту Озрен 23. августа 1995. налазио се у обиљеженом новинарском возилу на који су пуцали припадници Армије БиХ. Том приликом настрадали су Саша Колевски (1968-1995) и Горан Пејчиновић (1972-1995). Аутор је неколико стотина прилога, извјештаја, репортажа и документарних записа, међу којима се издвајају они настали током операције "Коридор-92". Малешевића је 1996. године предсједник Републике Српске одликовао је Медаљом заслуга за народ. Сахрањен је 16. августа 2023. на гробљу Огњена Марија у бањалучком насељу Дракулић 